# Ammon Hennacy
Ammon Ashford Hennacy  (Ohio, 24 de Julho de 1893 - Chicago, 14 de janeiro de 1970) foi um  pacifista americano, anarquista cristão, ativista social e membro do Movimento dos Trabalhadores Católicos e do Industrial Workers of the World. Ele criou o "Joe Hill House of Hospitality", em Salt Lake City, Utah e praticou resistência fiscal.

## Biografia
Hennacy nasceu em Negley, Ohio, de pais Quaker, Benjamin Frankin Hennacy mas cresceu como um Batista.  Ele estudou em três instituições diferentes, (um ano para cada uma): Hiram universitários em Ohio em 1913, Universidade de Wisconsin-Madison, em 1914, e The Ohio State University em 1915. Durante este tempo Hennacy foi membro do Partido Socialista da América e em suas palavras "tomou exercícios militares, a fim de aprender a matar os capitalistas".
Com a eclosão da Primeira Guerra Mundial Hennacy foi preso por dois anos em Atlanta, Georgia por resistir a conscrição. Enquanto na prisão o único livro que ele foi autorizado a ler era a Bíblia. Isso inspirou-o a afastar radicalmente de suas crenças anteriores, tornou-se um pacifista e um anarquista cristão. Ao liderar uma greve de fome e foi punido com oito meses em confinamento solitário.

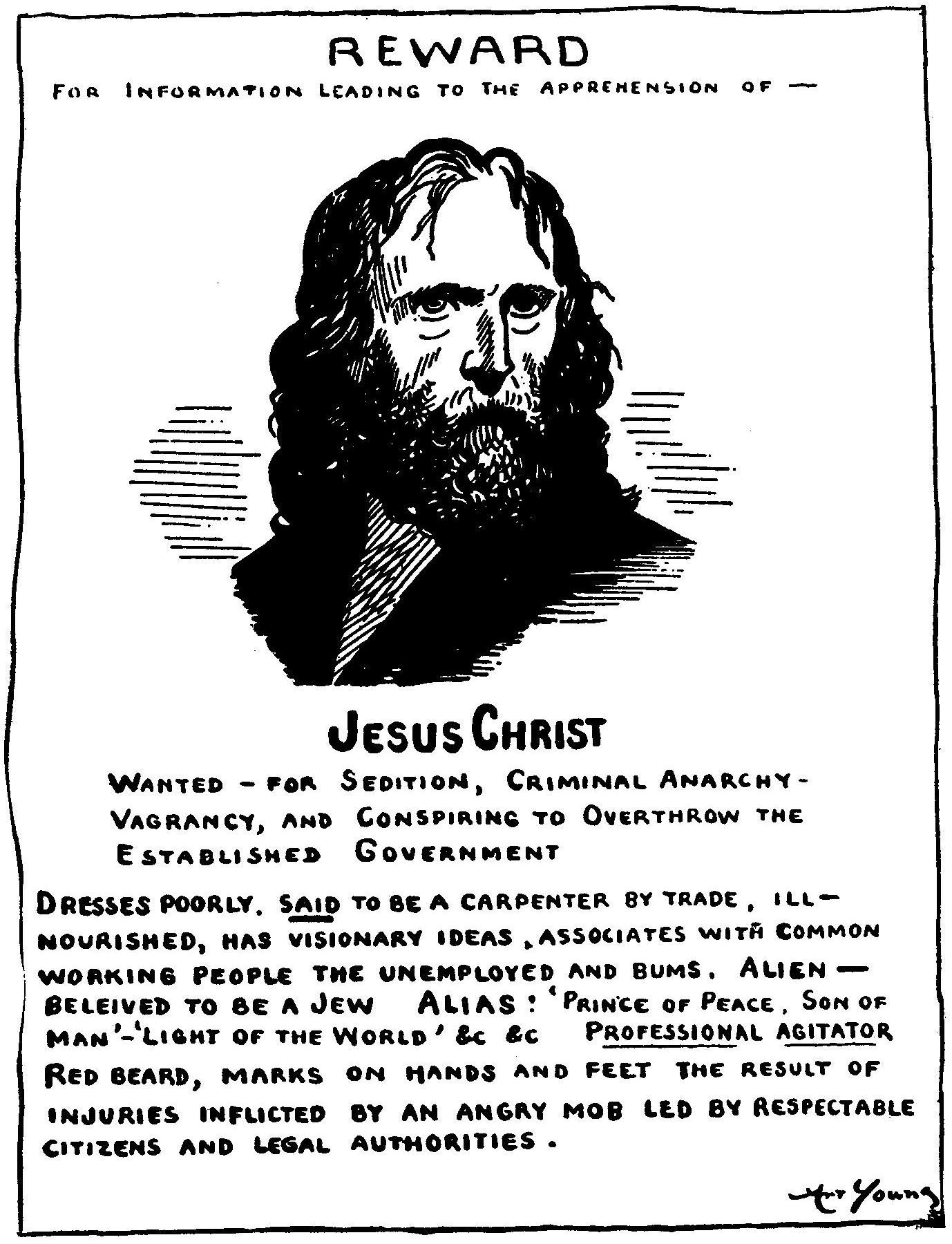
desenho publicado em The Masses em 1917 e mais tarde reeditado na autobiografia de Ammon Hennacy.

Em 1919 Hennacy casou com sua primeira esposa. Em 1931, começou o trabalho social em Milwaukee e organizou um dos primeiros sindicatos de assistente social. Ele se recusou a usar a força ou a auto-defesa, mesmo quando ameaçado durante seu trabalho, preferindo usar a não-violência. Durante este tempo, ele também se recusou a pagar impostos.
No ano de 1952, ele foi batizado como um católico romano por um sacerdote anarquista, com Dorothy Day como sua madrinha. Hennacy mudou-se para Nova York em 1953, e tornou-se o editor associado do Catholic Worker. Hennacy envolveu-se em muitos piquetes de protestos, enquanto em Nova York. Ele fez piquetes contra a Comissão de Energia Atômica em Las Vegas, Cabo Kennedy, Washington, DC , e Omaha. Em 1958, Hennacy jejuou por 40 dias em protesto contra os testes de armamento nuclear.
Em 1961, Hennacy mudou-se para Utah e organizou o Joe Hill House of Hospitality em Salt Lake City. Enquanto em Utah, Hennacy jejuou e fez piquetes em protesto contra a pena de morte. Em 1965, ele deixou a Igreja Católica Romana, embora continuasse a chamar-se um "cristão sem igreja".  Ele escreveu sobre suas razões e seus pensamentos sobre o catolicismo, que incluiu sua crença de que " Paul estragou a mensagem de Cristo ". Este ensaio e outros foram publicados como O Livro de Ammon ("The Book of Ammon") em 1965, que tem sido elogiado por seus "diamantes de discernimento e sabedoria", mas criticado por seu estilo incoerente.
Em 1968, Hennacy fechou a "Joe Hill House of Hospitality" e voltou sua atenção para mais protestos. Seu segundo e último livro "The One-Man Revolution in America", foi publicado em 1970 e é composto por dezessete capítulos com cada um dedicado a um radical americano. Estes incluíam Thomas Paine, William Lloyd Garrison, John Woolman, Dorothy Day, Eugene V. Debs, Malcolm X, Mother Jones, Clarence Darrow e Albert Parsons.
Ammon Hennacy morreu de um ataque cardíaco em 14 de janeiro de 1970. De acordo com os seus desejos, seu corpo foi cremado e as cinzas espalhadas sobre as sepulturas dos anarquistas de Haymarket no Waldheim Cemitério em Chicago. Dorothy Day citou que: " Tolstoi e Gandhi", foram as duas grandes influências em sua vida".

## Obra
- The Autobiography of a Catholic Anarchist (1954) Catholic Worker Books, New York. Reprinted by Literary Licensing, Whitefish, 2011. ISBN 978-1258202330.Complete e-text.
- The Book of Ammon (1965) Ammon Hennacy Publications, Salt Lake City (lengthened version ofThe Autobiography of a Catholic Anarchist, includes the years 1955 to 1964). Reeditado por Wipf and Stock, Eugene, 2010. ISBN 978-1-60899-053-5.Complete e-text
- The One-Man Revolution in America (1970) Ammon Hennacy Publications, Salt Lake City. Reeditado por Wipf and Stock, Eugene, 2012. ISBN 978-1-62032-317-5.